# 장안세
장안세(張安世, ? ~ 기원전 62년)는 전한 중기 ~ 후기의 관료로, 자는 자유(子孺)이며, 경조윤 두릉현(杜陵縣) 사람이다. 어사대부 장탕의 아들이다.

## 생애
장탕의 임자로 낭(郞)이 되었고, 상서(尙書)에 임명되어 승진하였다. 어느 날 무제가 아끼던 책을 잃어버리고 말았는데, 틈틈이 책의 내용을 외워둔 장안세는 무제를 위해 모두 읊어주었고, 무제는 장안세를 마음에 들어하여 상서령(尙書令)으로 발탁하였다.
소제 때에는 우장군·광록훈이 되었고, 대사마대장군 곽광의 신임을 얻어 부평후(富平侯)에 봉해졌다. 소제가 붕어하고 창읍왕이 즉위하였을 때에는 곽광의 명을 받들어 창읍왕의 신하 3백 명을 잡아들였고, 결국 창읍왕을 폐위하고 선제를 옹립하였다.
지절 2년(기원전 68년), 곽광이 숨을 거두었다. 선제는 전횡을 일삼던 곽씨들을 축출하였고, 곽광에게 영합한 장안세 또한 파면되었으나 다시 복직되었다.
원강 4년(기원전 62년)에 죽어 시호를 경(敬)이라 하였다.
장안세는 세 아들을 두었다. 맏아들 장천추는 총명하였고, 장연수는 성품이 검소하였고 장안세의 작위를 이었다. 막내아들 장팽조는 형 장하의 양자로 입적되었다.

## 출전
- 반고, 《한서》
  - 권18 외척은택후표
  - 권19하 백관공경표 下
  - 권59 장탕전

| 선대 (첫 봉건) | 전한의 부평후 기원전 75년 11월 을축일 ~ 기원전 62년 | 후대 아들 부평애후 장연수 |